# 2 Pułk Piechoty Legii Nadwiślańskiej
2 Pułk Piechoty Legii Nadwiślańskiej – oddział piechoty okresu napoleońskiego.

## Formowanie i zmiany organizacyjne
Utworzony 31 marca 1808 z 2 Pułku Legii Polsko-Włoskiej. Wchodził w skład Legii Nadwiślańskiej.
W czasie przygotowań do inwazji na Rosję 1812 roku pułk wszedł w skład gwardii cesarskiej.
Po połączeniu w dniu 18 czerwca 1813 z pozostałymi pułkami piechoty Legii Nadwiślańskiej, nosił nazwę Pułk Piechoty Nadwiślańskiej. W sierpniu przyłączono go do 27 Dywizji Izydora Krasińskiego.

## Żołnierze pułku
Pułkiem dowodzili:
- płk Szymon Białowiejski (zm. 1808),
- płk Kąsinowski,
- płk Chłusowicz (od poł. lipca 1812 do 22 sierpnia 1812),
- płk Stanisław Malczewski (od 23 sierpnia 1812).

Oficerowie pułku
- Wincenty Adamowicz

## Walki pułku
Bitwy i potyczki:

- Oblężenie Saragossy (21 czerwca – 14 sierpnia 1808)
- Tudela (23 października 1808)
- Oblężenie Saragossy (20 grudnia – 21 lutego 1809)
- Perdiguera (7 czerwca 1809)
- Santa Fe (14 czerwca 1809)
- Belchite (18 czerwca 1809)
- Aquila (21 lipca 1809)
- El Frasna (ok. 10 sierpnia 1809)
- Calatayud (15 sierpnia 1809)
- Retascon (4 września 1809)
- Daroca (12 października 1809)
- Ojos Negros (23 listopada 1809)
- Tremedal (25 listopada 1809)
- Torre la Carcel )8 lutego 1810)
- Teruel (10 lutego 1810)
- Villastar (12 i 14 lutego 1810)
- Villel (16 lutego 1810)
- Lancosa (l maja 1810)
- Oblężenie Tortosy (4 lipca 1810 i 2 stycznia 1811)
- walki w Aragonii, Katalonii i Walencji (1811)
- Smoleńsk (16 - 18 sierpnia 1812)
- Możajsk (7 września 1812)
- Tarutina (4 października 1812)
- Bitwa nad Berezyną (28 listopada 1812)